# Cudworth (South Yorkshire)
Cudworth is een civil parish in het bestuurlijke gebied Barnsley, in het Engelse graafschap South Yorkshire. 